# Gens
Gens é um termo que, na Roma Antiga, representava a identidade familiar de um determinado conjunto de famílias, largamente inscritas na aristocracia romana. Os membros da gens encontravam-se ligados pela concepção do genus, de uma linhagem definida pela ancestralidade e por feitos militares de seus antepassados.

## Conceito
O conceito de gens baseava-se numa noção de "solidariedade aristocrática", emanada da relação da gens com os seus antepassados, surgindo como elemento de distinção e mérito pessoal na obtenção de um posto destacado da administração imperial romana.
A sociedade política romana constituía-se de várias gentes - nominativo plural de gens - participando activamente da sua vida política, exercendo funções e magistraturas de relevo na administração republicana e imperial de Roma. A pluralização de gens a gentes é, de certo modo, reveladora da actuação de um número considerável de grupos familiares no seio da sociedade política romana, tanto na acção prática, como colaborando na elaboração de construções teóricas que contribuíam para a constituição de identidades de cariz simultaneamente particular, pelo seu formato, e colectivo, uma vez que representavam grupos sociais mais abrangentes no seio da sociedade romana. Tentava-se assim estabelecer, por um lado, uma hierarquização desses grupos sociais com base nas suas origens ancestrais, indicadoras da sua inserção primordial no universo aristocrático.
O conjunto de famílias que se encontravam ligadas politicamente a uma autoridade em comum, usando o mesmo nome por se julgarem descendentes de um antepassado comum, o "pai da gens", pater gentis. A gens tinha seu equivalente na Grécia Antiga com o nome (geno), que se formava a partir de uma grande família consanguínea com um antepassado em comum. O geno é a unidade. Várias gens constituem uma fratria e várias fratrias uma tribo. Além de tudo são pessoas que se juntam para um objetivo em comum.
Por exemplo,a gens Cornélia incluía os Cornélios Cipiões, Cornélios Balbos e Cornélios Lêntulos.
O sippen bárbaro, com o significado de grupo ou clã, estava directamente relacionado com a gens romana.

## Evolução do conceito inicial
Após o século II, outros grupos sociais de menor relevância, ao adquirirem projecção social e política, passam a participar ao lado das gentes nas tarefas administrativas, levando a uma confluência terminológica do termo com a nobilitas, definida pelo conjunto específico daqueles que exerciam cargos e funções civis e militares no aparelho burocrático do mundo romano nas épocas do Principado, e do Império Romano tardio. Gentes e nobilitas acabam por se fundir em termos conceptuais, revelando o surgimento de uma identidade nobiliárquica colectiva superior. A partir de finais do século VI, e do VII, as fontes hispano-visigóticas mostram uma efectiva vinculação entre os termos gens/gentes e nobilitas, representando uma perspectiva de conjunto do grupo nobiliárquico hispano-visigodo, com a definição de uma identidade nobiliárquica colectiva assente em virtudes morais e militares, como a fidelitas e a fortitudo. Após a conversão ao catolicismo do Reino Visigótico da Hispânia, esta identidade passaria a abranger tanto as grandes famílias de origem visigoda, como as famílias hispano-romanas.
São Juliano de Toledo, historiador da Hispânia visigoda dos finais do século VII, transpõe a noção de uma gens gothorum para uma gens spanorum, caracterizada pelas mesmas virtudes e valores positivos usados para definir a primeira desde os tempos de Isidoro de Sevilha. Juliano aponta, no entanto, mesmo que indirectamente, a presença de diversas gentes no reino hispano-visigodo de Toledo, constituíndo-se como grupos nobiliárquicos por vezes aliados ao poder régio, por vezes disputando o poder com este.

## Evolução etimológica
O substantivo "gente", presente na língua portuguesa, origina-se do substantivo latino gĕns, gĕntis, com o significado de raça, família, tribo, ou ainda “o povo de um país, comarca ou cidade”. Encontram-se exemplos do uso do termo, tanto no singular como no plural, em textos desde o século XIII ao XV, de que é exemplo estes trechos das "Cantigas de Santa Maria", do século XIII:
No que o moço cantava / o judeu meteu mentes, e levó-o a ssa casa, / poi se foram as gentes.
mas o monge lla cuidou fillar, mas disse-ll’ a gente'
A partir do século XVI, a forma singular torna-se predominante, entrando a forma plural gradualmente em desuso, embora ainda se encontrem exemplos até ao século XIX.
Na língua castelhana, o filólogo Joan Coromines documenta abonações desde o século XIII até ao XV, sendo predominante o uso do plural, como em "las yentes", afirmando que nessa língua a forma plural fica relegada ao estilo eclesiástico.